# 合胞体
合胞体（syncytium）又称融合细胞、共质体（symplasm）、共浆体，是含有由一层细胞膜包绕的多个细胞核的细胞质团，或多细胞生物组织中的细胞膜不明显或不存在而使组织中呈现多个细胞核的现象。
合胞体的产生常因发生了细胞融合，或一系列不完全细胞分裂周期所致，在后一种情况中，核发生了分裂，但细胞却没有分裂。细胞融合的原因常为感染病毒导致；未发生细胞质分裂的情况如：吸虫、线虫、轮虫的上皮层，昆虫的受精卵进行表面卵裂时，细胞核分裂后，细胞质并不立即发生分裂。